# 金山寺舍利塔
金山寺舍利塔，位于中国河北省保定市涞水县东龙泉村，为保定市涞水县的一个全国重点文物保护单位，类型为古建筑，公布时间为2013年5月。
金山寺舍利塔的历史年代为元代。